# Erdélyi Barázda
Erdélyi Barázda a Földmíves Szövetség lapja, amely Marosvásárhelyt jelent meg 1920-tól 1928-ig. Felelős szerkesztője Gáspár József, az utolsó évben Kovács Elek. Mezőgazdasági cikkeket és beszámolókat közölt a gazdakörök munkájáról. Szakmunkatársa Dezső Jenő, Drexler Béla, Mikó László, Orbán Balázs, Szabó György.
Támogatta az OMP hivatalos vezetőségével szemben álló csoportokat, elsősorban Bernády György politikáját. Kisgazdák – így Angi Balázs és Bárdos Péter – cikkei rendszeresen megjelentek a lapban. Művelődéstörténet és népművelés szempontjából értékesek heti beszámolói a falu művelődési életéről (ünnepek, műkedvelés, előadások, ifjúsági körök). Irodalmi rovatában Ady, Erdélyi József, Somlyó Zoltán, Kozma Andor, Szabolcska Mihály, Erdős Renée versei mellett Eminescu és Emil Isac verseit, Móra Ferenc mellett Nagy Dániel és a fiatal Wass Albert elbeszéléseit népszerűsítette. Rendszeresen publikált verseket az erdélyi irodalom második vonalába tartozó költőktől (Adorjáni Zoltán, Ady Mariska, Bácsy Tibor, Elekes György, Farcádi Sándor Áron, Földes Zoltán, Mael Ferenc, Mihály László Barna, Szigethy Ferenc). A népi művelődési törekvéseket segíti elő versírással kísérletező parasztok, gazdászok és falusi értelmiségiek írásainak közzétételével.